# Месолонгіон (озеро)
Месолонгіон (грец. Λιμνοθάλασσα Μεσολογγίου) — мілке озеро (лагуна) в Греції. Площа 100 км² (100 000 стремм). Утворилося головним чином внаслідок акумулятивної діяльності великих річок Евінос і Ахелоос. Впадає в затоку Патраікос Іонічного моря.
В античності називалося Кінія (дав.-гр. Κυνία). Страбон повідомляє, що озеро Кінія вдвічі ширше і довше за озеро Меліта (Μελίτη) біля Еніад, яке було довжиною 30 стадій і шириною 20 стадій.
Раніше в Месолонгіоні знаходилося гирло Ахелооса, який відкладав алювій (бруд та пісок), тому глибина лагуни дуже мала: 0,45-1,65 м.
В даний час Ахелоос впадає далі на захід, але морські течії переносять більшу частину алювію з його гирла на схід і відкладають їх у гирлі затоки Месолонгіон. Таким чином, уздовж ширини входу в озеро утворюються видовжені острівці, які блокують вихід у море, що призвело до утворення озера. Для проходу суден у Месолонгіон та Етолікон створено канал. Завдяки алювію, на берегах озера утворюється безліч язиків, висота яких не перевищує 1 м. У північній частині озеро звужується, а всередині вузької смуги води знаходиться острів, на якому побудований Етолікон. Потім знову розширюється, утворюючи озеро Етолікон. На південний схід від озера Месолонгіон утворено невелике, майже квадратне озеро Клисова, яке майже повністю перекрито на півночі насипом, а на заході — острівцем Турлис.
Озеро Месолонгіон славиться своєю багатою рибною фауною, яка складається в основному з видів кефалі, морського окуня, морського ляща, вугрів та бичків. Промисел ведеться через водозбірні споруди, розташовані на виході з озера Месолонгіон до моря. Улов близький до 2000—4000 тонн на рік, що свідчить про значне економічне зростання, яке вони дають регіону. Озеро Месолонгіон належить до водно-болотних угідь міжнародного значення, що охороняються Рамсарською конвенцією, ратифікованою Грецією у 1974 році.
Дельта Ахелооса, лагуни Етолікон та Месолонгіон, гирло Евіноса, острови Ехінади та острів Петалас входять до мережі охоронних ділянок на території ЄС "Натура 2000". Екосистема хоч і зазнала сильного впливу діяльності людини, все ж таки має значну екологічну цінність, з цієї причини водно-болотні угіддя включені до Рамсарської конвенції.